# Nittedal
Nittedal ist eine Kommune im norwegischen Fylke Akershus. Die Kommune hat 26.023 Einwohner (Stand: 1. Januar 2025) und liegt östlich der Kommune Oslo. Ein Teil des Osloer Stadtgebiets liegt in Nittedal. Verwaltungssitz ist die Ortschaft Rotnes.

## Geografie

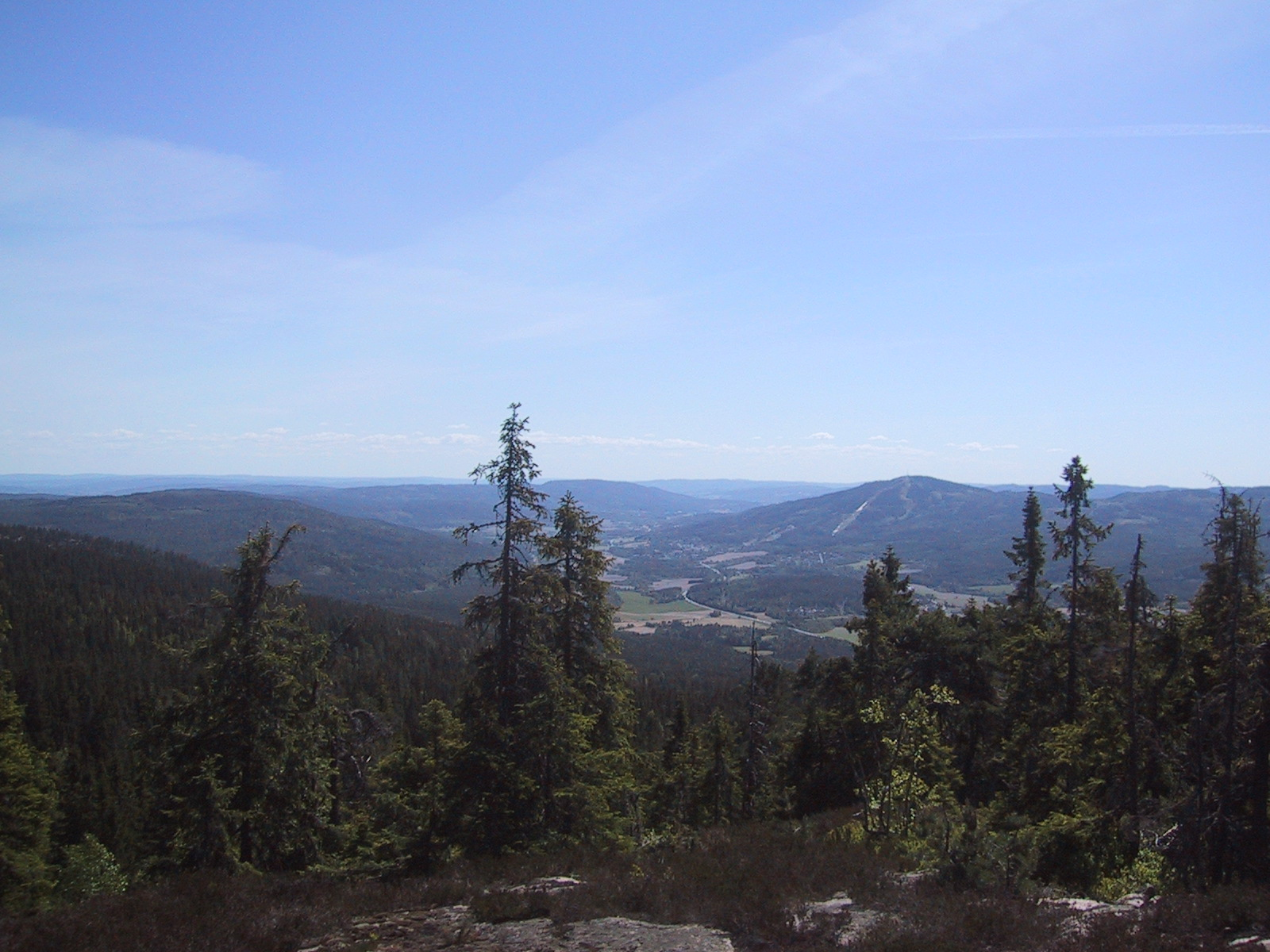
Blick auf das Tal Hakadalen im Norden der Kommune

Die Gemeinde Nittedal grenzt an Lunner im Nordosten, Nannestad im Norden und Nordwesten, Gjerdrum im Westen, Lillestrøm im Südwesten und Süden sowie an die Kommune Oslo im Westen. Die Grenze zu Oslo stellt zugleich die Grenze zwischen der Fylke Akershus und Oslo, das ein eigenes Fylke bildet, dar. Die Nachbargemeinde Lunner liegt im Fylke Innlandet. Das Stadtgebiet Oslos reicht in den Süden der Kommune Nittedal hinein. Durch die Kommune fließt in Nord-Süd-Richtung der Fluss Nitelva. Der obere Abschnitt des Flusses im Tal Hakadalen wird auch Hakadalselva genannt. Die Gesamtfläche der Kommune beträgt 186,22 km², wobei Binnengewässer zusammen 6,79 km² ausmachen.
Im Westen und Osten der Nitelva erheben sich Hügel. Das bewaldete Hügelgebiet gehört im Westen zur Nordmarka und im Südwesten zur Lillomarka. Dabei handelt es sich jeweils um Teilgebiete der Marka, einem bewaldeten Gebiet rund um Oslo. Die Erhebung Blekketjernshøgda im Norden Nittedals stellt mit einer Höhe von 613,3 moh. den höchsten Punkt der Kommune Nittedal dar. In Nittedal befinden sich mehrere Naturschutzgebiete. Das größte vollständig in der Gemeinde gelegene ist das seit 2016 unter Schutz stehende Rundkollen og Sortungsbekken naturreservat. Es liegt östlich der Nitelva und soll den dortigen Nadelwald schützen.

## Einwohner
Die Einwohnerzahl der Kommune Nittedal begann nach der Fertigstellung der Bahnlinie Gjøvikbanen im Jahr 1902 stark anzuwachsen. Vor allem im Gebiet um den Bahnhof wurden nach der Inbetriebnahme der Bahnstrecke neue Villen gebaut. Der Großteil der Einwohner lebt heute in der südlichen Hälfte der Kommune. Auch nach dem Ende des Zweiten Weltkriegs stieg die Einwohnerzahl in der Kommune – so wie in der ganzen Region – weiter an. Im Jahrzehnt von 1995 bis 2005 verzeichnete Nittedal einen Zuwachs von 17,7 Prozent. In der Kommune liegen mehrere sogenannte Tettsteder, also mehrere Ansiedlungen, die für statistische Zwecke als eine städtische Siedlung gewertet werden. Diese sind Åneby mit 1602, Rotnes mit 8010, Løstad mit 3570 und Oslo mit 11.140 der insgesamt 1.098.061 Einwohner des Tettsteds (Stand: 1. Januar 2024).
Die Einwohner der Gemeinde werden Nittedøl oder Nittedøling genannt. Offizielle Schriftsprache ist Bokmål, also die weiter verbreitete der beiden norwegischen Sprachformen.
| Jahr          | 1986   | 1990   | 1995   | 2000   | 2005   | 2010   | 2015   | 2020   | 2025   |
| ------------- | ------ | ------ | ------ | ------ | ------ | ------ | ------ | ------ | ------ |
| Einwohnerzahl | 15.187 | 16.114 | 16.639 | 18.639 | 19.578 | 20.939 | 22.706 | 24.249 | 26.023 |

## Geschichte

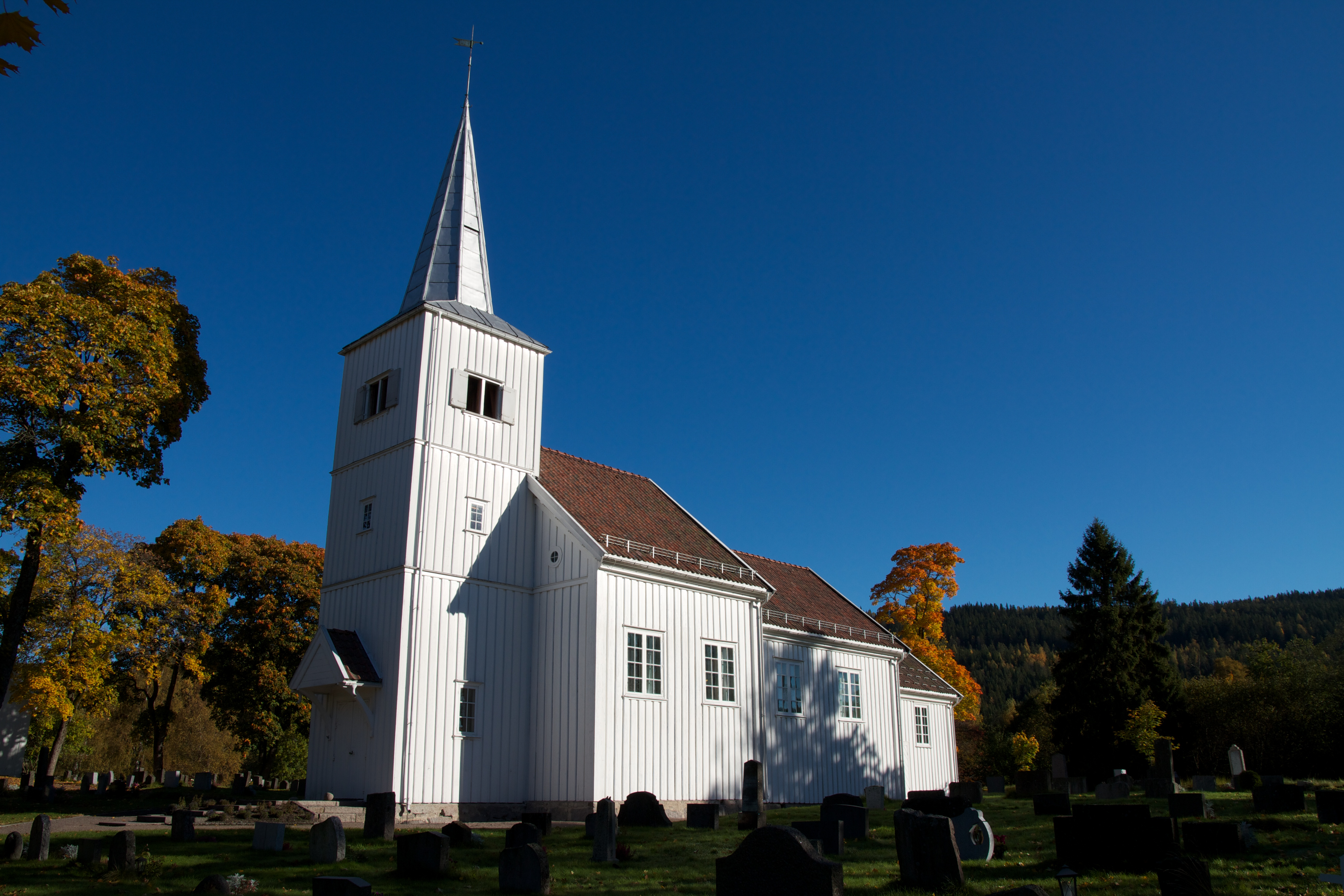
Hakadal kirke

Die Kommune Nittedal entstand im Rahmen der Einführung der lokalen Selbstverwaltung im Jahr 1837. Zum Jahresbeginn 1984 kam es zu einer Grenzänderung in unbewohnten Gebieten zwischen Oslo und Nittedal. Es gingen dabei an beide Kommune Gebiete über. Nach einer landesweiten Regionalreform gehörte Nittedal von 2020 bis 2023 zum Fylke Viken.
In der Kommune liegen mehrere Kirchen. Aus dem Jahr 1610 stammt die Holzkirche Hakadal kirke. Das Kirchenschiff wurde 1732 vergrößert. Die Nittedal kirke ist eine Holzkirche aus dem Jahr 1869. Als Architekt wirkte Jacob Wilhelm Nordan. Erst im Jahr 2016 eröffnet wurde die Rotnes kirke. Dabei handelt es sich ebenfalls um eine in Holz erbaute Kirche.
Von etwa 1550 bis 1868 wurde in Hakadal das Eisenwerk Hakadal verk betrieben. Mit dem Varingskollen Alpinsenter befindet sich eine Alpinskisportanlage in der Kommune.

## Wirtschaft und Infrastruktur

### Verkehr

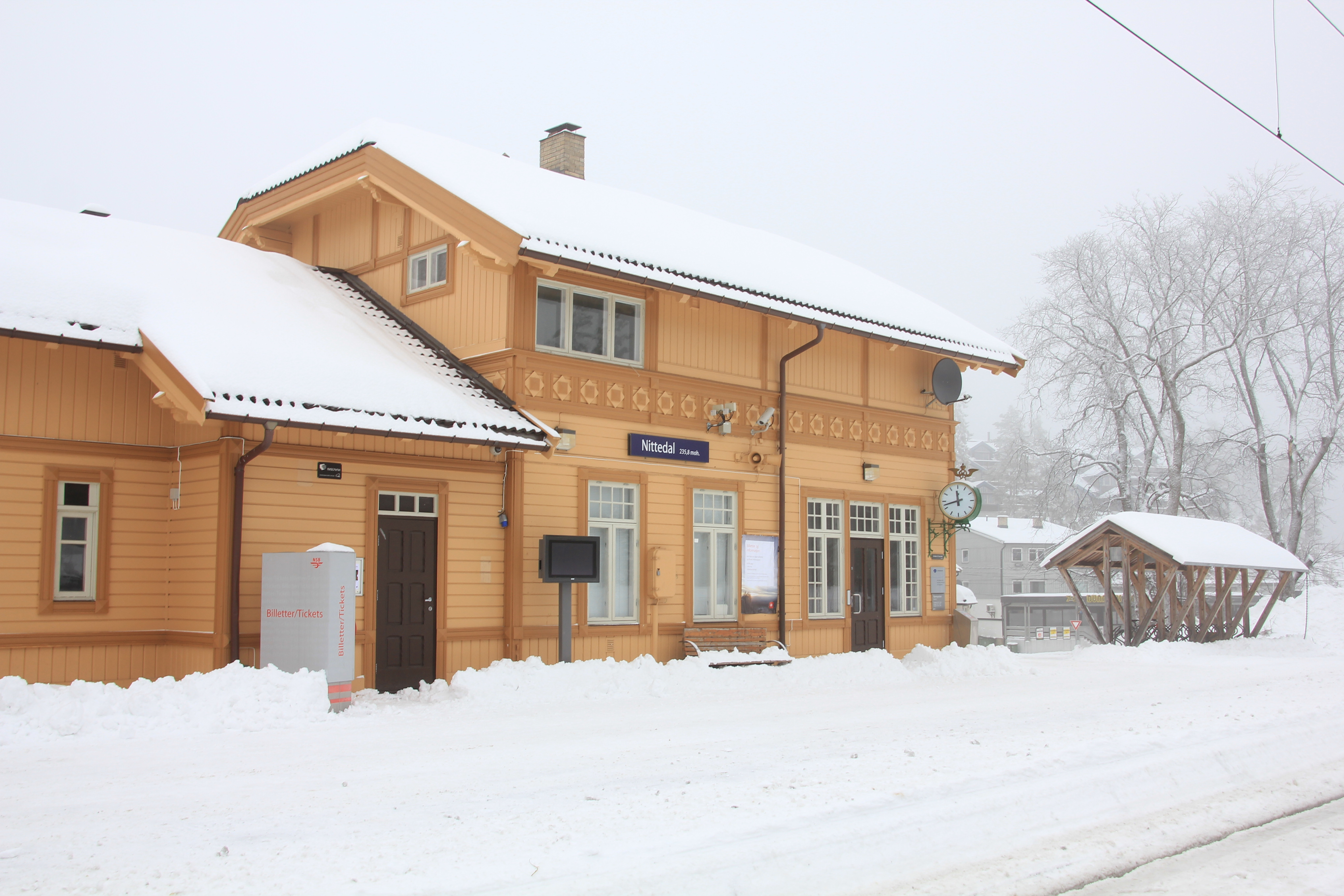
Bahnhof Nittedal

Parallel zur Nitelva führt der Riksvei 4 in Nord-Süd-Richtung durch die Kommune. Außerhalb der Kommune knickt die Straße in südwestliche Richtung nach Oslo ab. Vom Riksvei 4 zweigt in Nittedal zudem der Fylkesvei 22 in den Südosten ab. Vor der Abzweigung des Fylkesveis verläuft der Riksvei durch den Straßentunnel Hagantunnelen. Etwas südlich von Nittedal verläuft die Europastraße 6, der Fylkesvei 22 stellt eine Verbindung zu ihr her. Durch den Nordwesten der Kommune verläuft die Bahnlinie Gjøvikbanen. Der Bahnhof Nittedal (Nittedal stasjon) wurde 1900 und damit bereits zwei Jahre, bevor die Bahnstrecke fertiggestellt war, eröffnet. Der Bahnhof ist etwa 24 Schienenkilometer vom Osloer Hauptbahnhof Oslo S entfernt. Als Architekt bei dem Jugendstil-Bau war Paul Armin Due im Einsatz.

### Wirtschaft
Im Bereich der Landwirtschaft ist vor allem der Anbau von Getreide verbreitet. Früher war auch die Rinderhaltung typisch, diese ließ allerdings stark nach. Weiterhin gehalten werden Hühner. In der Gemeinde gibt es größere Waldgebiete und auch die Forstwirtschaft ist von größerer Bedeutung. In der Kommune, vor allem im Süden, sind viele Industriebetriebe angesiedelt. Der bedeutendste Industriezweig ist die Lebensmittelindustrie. In Nittedal tätig sind unter anderem die Eisproduktion von Diplom-Is und die Brauerei Ringnes angesiedelt. Nur ein geringer Teil der in Nittedal lebenden Personen arbeiten in der Kommune selbst. Im Jahr 2020 arbeiteten von über 12.600 Arbeitstätigen nur etwa 3500 in Nittedal selbst, über 6100 pendelten in die Gemeinde Oslo. Über 1000 Personen waren des Weiteren in Lillestrøm tätig.

## Name und Wappen
Das seit 1987 offizielle Wappen der Kommune zeigt zwei schräggestellte silberne Linien auf grünem Hintergrund. Die beiden Linien sollen die Hauptverkehrswege, den Riksvei 4 und die Bahnlinie Gjøviksbanen, darstellen. Der Gemeindename leitet sich vom altnordischen Namen Nitjudalr ab. Der erste Teil des Namens kommt vom Flussnamen Nitja, heute Nitelva. Der zweite Bestandteil „-dal“ bedeutet „Tal“. Die Herkunft des Flussnamens ist nicht genau bekannt. Eine Herleitung bezieht sich auf das altnordische net (deutsch Fischernetz), eine weitere auf das Verb (h)nita (deutsch zusammenstoßen).

## Persönlichkeiten
- Berit Berthelsen (1944–2022), Leichtathletin
- Jarle Bernhoft (* 1976), Musiker
- Bård Sørlie (* 1977), Eishockeyspieler